# Tirint
Tirint (starogrčki: Τίρυνς, Tiryns) je grčki arheološki lokalitet na Peloponezu, prefektura Argolida, u blizini grada Naupliona. Grad se protezao na vapnenačkoj litici visokoj 30 metara, dugoj 300 i širokoj 40 – 100 metara, u blizini morske obale koja je sada stotinama metara daleko. Polovicom drugog tisućljeća prije Krista, Tirint je postao jednim od glavnih središta Mikenske kulture. 

## Povijest
Lokalitet je bio naseljen od neolitika, ali je u brončanom dobu, oko 3 tisućljeća pr. Kr. postalo važnim kulturnim središtem. Prema grčkom mitu, Tirint je osnovao mitski kralj Pret (Proetus), a njegov unuk, grčki heroj Perzej, je vladao gradom. Također je ovdje Heraklo služio kralja Euristeja izvršivši njegovih dvanaest zadataka.
Tijekom kasnoheladske faze (Mikenska kultura), oko 1600 – 1050. pr. Kr., uz gradove Mikena, Teba, Pylos i Knos, Tirint je bio jedan od najvažnijih središta Kretsko-Mikenske kulture.
Tijekom geometrijskog perioda (1050. – 700. pr. Kr.) u gradu je ostalo tek nekoliko kuća u donjem dvorcu, što se nastavilio do arhajskog razdoblja. U arhajskom dobu su se štovali grčki bogovi Zeus i Atena, a naselje je nastavilo preživljavati sve do helenizma, tijekom rimske okupacije i bizanta, do 14. stoljeća. Herodot je u 5. st. pr. Kr. spomenuo kako je Tirint sudjelovao u bitci za Plataeju (480. pr. Kr.) s 400 kopljaša (hopliti).
Između 1876. do 1885. godine, njemački amater arheolog i veliki istraživač, Heinrich Schliemann, je izvršio prva iskapanja. Na najvišoj stijeni je pronašao mikensku palaču. Kasnije su arheolozi William Dörpfeld, Kurt Muller i Georg Karo, od 1905. – 1929. godine nastavivši iskapanja otkrili grad velike važnosti u prapovijesnoj Grčkoj. Od 1976., lokalitet sustavno istražuju njemački arheolozi, od 1986. pod vodstvom Njemačkog arheološkog instituta i Klausa Kiliana iz sveučilišta u Heidelbergu.

## Odlike
Dugaljasta naseobina na prirodnoj strmoj litici iz ranog brončanog doba (rana heladska kultura) je podijeljena na tri dijela: gornja utvrda, središnja palača i zidine s opkopom. One potječu iz oko 2500. – 2000. pr. Kr. i jedne su od najstarijih na svijetu. Ispod se nalazio podulji donji grad koji se protezao sve do okolnih brda.
Važnost grada se očituje u veličini i sjaju gornjeg grada, tj. dvorca, koji je imao freskama oslikane zidove megarona sa sjajnim skulpturalnim ukrasima i kiklopskim zidinama. Kraljevski megaron je imao četiri snažna visoka drvena stupa, a tri od četiri zida su bili uklopljeni u grčki hram božice Here.
Kamenje zidina bilo je do 3 m visoko i metar debelo, spojeno žbukom u tri navrata: najprije oko gornje utvrde (oko 14. st. pr. Kr.), oko srediđnjeg dvorca (oko 13. st. pr. Kr.) i naposljetku oko cijelog grada oko 1200. pr. Kr. Usprkos ovih neosvojivih zidina, Tirint je spaljen u 12. st. pr. Kr., nakon katastrofalnog potresa koji je uništio cijelu Argolidu. Cijeli grad je nakon toga djelomično obnovljen, a donji grad se nastavio širiti i razvijati, za razliku od drugih središta mikenske kulture koji su nakon ove katastrofe propali.

## Poveznice
- Mikenska kultura
- Povijest Grčke
- Umjetnost stare Grčke

## Vanjske poveznice
- Grčko ministarstvo kulture: Tiryns  Arhivirana inačica izvorne stranice od 10. kolovoza 2016. (Wayback Machine)
- akropola u Tirintu[neaktivna poveznica]